# Alto Paragvaj
Alto Paragvaj je jedan od 17 okruga u Paragvaju. Središte okruga je u gradu Fuerte Olimpiu. 

## Zemljopis
Okrug se nalazi na sjeveru Paragvaja na granici s Bolivijom i Brazilom. Alto Paragvaj se proteže na 82.349 km² te je drugi najveći paragvajski okrug.

## Stanovništvo
Prema podacima iz 2011. godine u okrugu živi 21.034 stanovnika dok je prosječna gustoća naseljenosti 0,26 stanovnika na km². 

## Administrativna podjela
Okrug je podjeljan na četiri distrikta:
| Distrikt                   | Površina (km²) | Stanovništvo |
| -------------------------- | -------------- | ------------ |
| 1. Bahía Negra             | 35.057         | 3.510        |
| 2. Capitán Carmelo Peralta | 4.798          | 3.926        |
| 3. Fuerte Olimpo           | 24.271         | 6.526        |
| 4. Puerto Casado           | 18.223         | 7.072        |
| Alto Paraguay              | 82.349         | 21.034       |